# Heteronucia margaritata
Heteronucia margaritata is een krabbensoort uit de familie van de Leucosiidae. De wetenschappelijke naam van de soort is voor het eerst geldig gepubliceerd in 2003 door Chen & Ng.